# Hister martius
Hister martius är en skalbaggsart som beskrevs av Lewis 1885. Hister martius ingår i släktet Hister och familjen stumpbaggar. Inga underarter finns listade i Catalogue of Life.